# Zieria robusta
Zieria robusta är en vinruteväxtart som beskrevs av Maiden & Betche. Zieria robusta ingår i släktet Zieria och familjen vinruteväxter. Inga underarter finns listade i Catalogue of Life.